# Малтабарово
 Малтабарово  — деревня в Тукаевском районе Татарстана. Входит в состав Калмиинского сельского поселения.

## География
Находится в северо-восточной части Татарстана, в верховье реки Игат, в 33 км к востоку от районного центра — города Набережные Челны.

## История
Известно с 1710—1711 годов, упоминалась также как Кривошеина.
В XVIII—XIX веках в сословном отношении жители делились на башкир-вотчинников, тептярей и государственных крестьян. Их основные занятия в этот период — земледелие и разведение скота.
В период Крестьянской войны 1773—1775 годов население деревни активно выступило на стороне Е. И. Пугачева.
В «Списке населенных мест по сведениям 1870 года», изданном в 1877 году, населённый пункт упомянут как деревня Малтабарова (Кривошеина) 5-го стана Мензелинского уезда Уфимской губернии. Располагалась при речке Сухом Игате, по правую сторону почтового тракта из Мензелинска в Елабугу, в 25 верстах от уездного города Мензелинска и в 2 верстах от становой квартиры в деревне Кузекеева (Кускеева). В деревне, в 115 дворах жили 696 человек (340 мужчин и 356 женщин, татары, башкиры, тептяри), были мечеть, училище. Жители занимались земледелием, скотоводством.
По сведениям переписи 1897 года, в деревне Молтабарова (Кривошеина) Мензелинского уезда Уфимской губернии жили 969 человек (476 мужчин и 493 женщины), все мусульмане.
В начале XX века здесь действовали 2 мечети, 2 мектеба, 3 крупообдирки, 3 зерносушилки. В этот период земельный надел сельской общины составлял 1864,7 десятины.
До 1920 года деревня входила в Кузкеевскую волость Мензелинского уезда Уфимской губернии. С 1920 года в составе Мензелинского кантона ТАССР. С 10 августа 1930 года в Мензелинском, с 4 июня 1984 года в Тукаевском районах.
В 1930 году в деревне организован колхоз «1 Мая», с 1996 года сельскохозяйственный производственный кооператив «Искра», с 2006 года крестьянское (фермерское) хозяйство «Вильданов».

## Население
| 1816 | 1859 | 1870 | 1884 | 1897 | 1906 | 1913 | 1920 | 1926 | 1949 | 1958 | 1970 | 1979 | 1989 | 2002 | 2010 | 2020 |
| ---- | ---- | ---- | ---- | ---- | ---- | ---- | ---- | ---- | ---- | ---- | ---- | ---- | ---- | ---- | ---- | ---- |
| 272  | 625  | 696  | 852  | 969  | 1181 | 1125 | 1149 | 823  | 525  | 362  | 394  | 335  | 191  | 200  | 174  | 153  |

Национальный состав села — татары.

## Экономика
Жители преимущественно занимаются растениеводством, животноводством.

## Инфраструктура
В деревне действуют фельдшерско-акушерский пункт (с 1933 г.).

## Религия
Мечеть (с 1997года).